# Norrköpings pappersbruk
Norrköpings pappersbruk var ett handpappersbruk som anlades  vid Motala ström 1633. Det var i bruk endast ett decennium, tills det brann ner 1643.

## Historik
Norrköpings första pappersbruk anlades av Louis De Geer på Smedjeholmen, strax nordost om Laxholmen i Norrköping år 1633. Det blev en del av De Geers industrier kring Motala ström vid samma tid; han innehade mässingsbruk och vapenfaktori, byggde stångjärnshamrar och ett vantmakeri. Pappersbrukets historia blev kort, 1643 brann det och återuppbyggdes aldrig. Från 1649 övertog De Geer verksamheten i Fiskeby pappersbruk.
Pappersmakarna vid bruket var nederländare och råvaran, lumpen, importerades från Holland. En stor del av produktionen exporterades till Amsterdam. Därmed var bruket landets första att exportera papper, främst såldes enklare papper som omslagspapper, blått och grått papper.